# Acquedotto Appio
L'acquedotto Appio (o Aqua Appia), fu il primo acquedotto costruito, nel 312 a. C., per l'approvvigionamento idrico della città di Roma che, fino ad allora, si serviva delle acque del Tevere, dei pozzi e delle sorgenti.

## Storia
Progettato e iniziato dal censore Gaio Plauzio Venoce, che ne stabilì la sorgente nei pressi di una strada secondaria tra il VII e l'VIII miglio della via Prenestina (ca. 13º km.), venne realizzato, nel 312 a.C., dal suo collega di censura Appio Claudio Cieco che, essendo riuscito a rimanere in carica oltre la scadenza del collega, si attribuì il merito e il nome dell'opera.
L'acquedotto Appio fu restaurato tre volte: nel 144 a.C., in occasione della costruzione dell'acquedotto dell'Aqua Marcia; nel 33 a.C., quando Agrippa monopolizzò nelle sue mani il controllo di tutto l'apparato idrico della città; e tra l'11 e il 4 a.C., a opera di Augusto.
Con quest'ultimo intervento venne costruito un canale sotterraneo parallelo al condotto principale, che captava acqua da sorgenti poste verso il VI miglio della via Prenestina e, dopo un percorso di circa 9,5 km., si univa all'acquedotto principale nei pressi dell'attuale viale Manzoni. Ne risultava un notevole potenziamento della portata, che in tal modo raggiungeva le 1.825 quinarie (75.737 m3, pari a 876 litri d'acqua al secondo).

## Caratteristiche tecniche e percorso
L'esatta dislocazione della sorgente è sconosciuta: probabilmente si è prosciugata nel tempo. Antonio Nibby, mosso alla ricerca del percorso dell'acquedotto, dopo averne seguito il tracciato da Tor Tre Teste affermò di averne individuato le sorgenti (un campo pieno di sorgenti, fralle quali una limpidissima ed abbondante entro una grotta pittoresca) in un campo nei pressi del casale della Rustica.
L'intero percorso, completamente sotterraneo a 15 m di profondità, misurava 11,190 miglia romane (ca. 16,5 km.), ed aveva una portata giornaliera di 841 quinarie, poco più di 34.000 m3. Anche del tratto del percorso extracittadino non è ancora stato possibile rinvenire alcuna traccia.

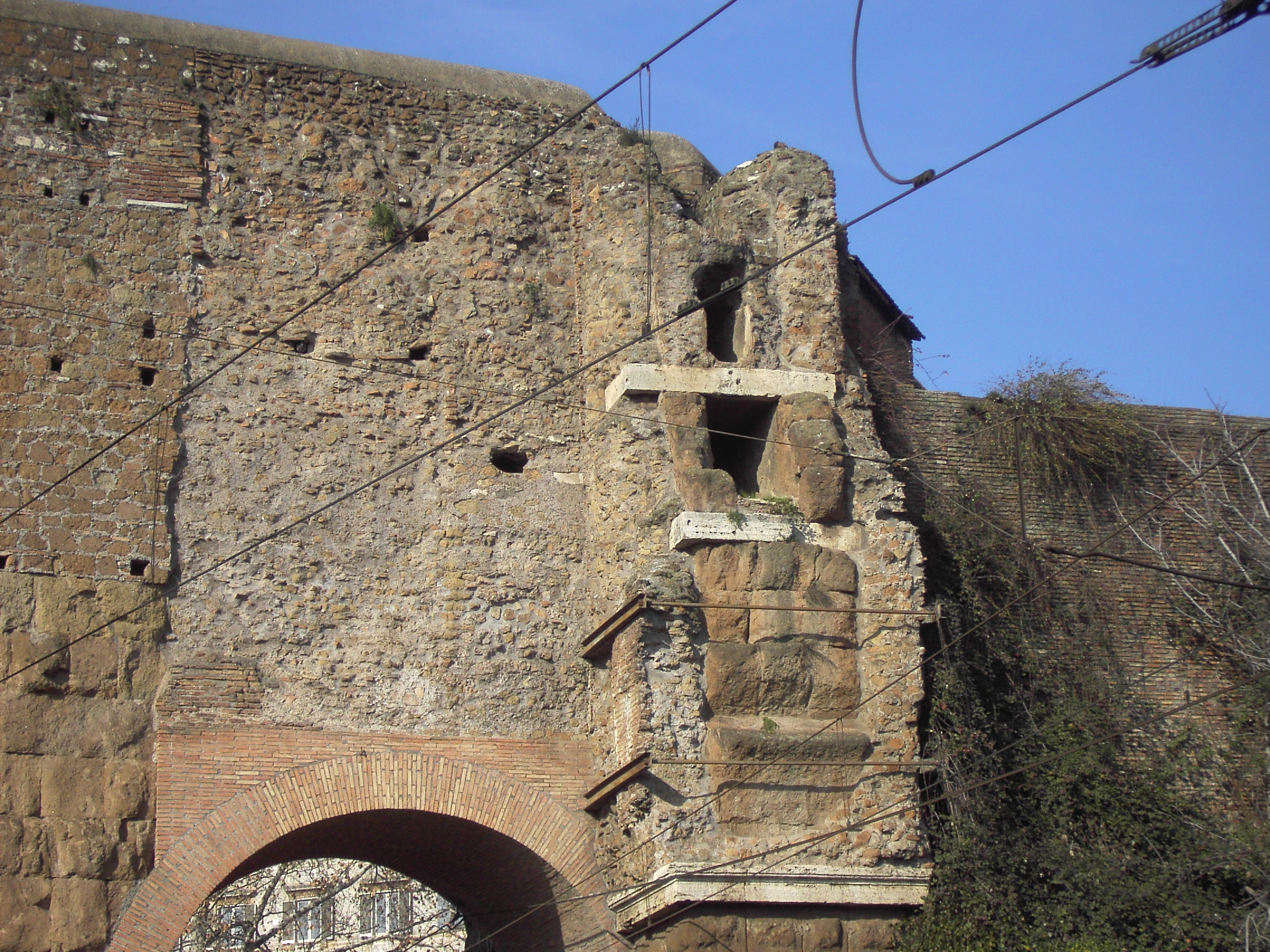
La condotta dell'Aqua Appia a Porta Maggiore (quella più in basso; la condotta superiore è quella dell'Anio Novus).

Seguito approssimativamente il tracciato della via Prenestina, il condotto entrava in città nella zona denominata “ad spem veterem”, nei pressi dell'attuale Porta Maggiore. Sempre con un percorso sotterraneo attraversava tutto il colle Celio, per poi uscire all'aperto (in corrispondenza dell'attuale piazza di Porta Capena) e superare l'avvallamento di circa 90 m che separa il Celio dall'Aventino. Per l'attraversamento di questo breve tratto (l'unico scoperto), si serviva delle arcate e della struttura della Porta Capena. Di nuovo sotterraneo, l'ultimo tratto costeggiava il versante settentrionale del colle per terminare nei pressi della Porta Trigemina, nell'area dell'attuale basilica di Santa Maria in Cosmedin. Qui, circa 20 strutture (denominate “castelli”), provvedevano ad una prima suddivisione delle acque per la successiva erogazione idrica alle utenze pubbliche ed all'area portuale.
I pochi resti del condotto che si sono potuti rinvenire forniscono indicazioni sui criteri costruttivi, che non sembra però potessero garantire una buona tenuta stagna: si tratta di una serie di blocchi in tufo forati (con diametro ca. 30 cm), connessi tra di loro ed alloggiati in un cunicolo a sezione quadrata con i tre lati in muratura e una copertura “a volta”.

## Percorso
La lunghezza dell'acquedotto originale era di 11.190 passi, ovvero 16,6 chilometri (10,3 mi), di cui la maggior parte, 11.130 passi, sottoterra. Un ramo secondario aggiunto da Augusto nel 33 a.C. era di 6.380 passi, ovvero lungo 9,4 chilometri (5,8 mi). Il ramo originario probabilmente seguiva la Via Collatina, una strada statale vicina. Non è noto il percorso del ramo successivo fino a Porta Maggiore.
Il ramo originale dell'Aqua Appia probabilmente aveva come origine un gruppo di sorgenti in un tratto di palude che raccoglieva l'acqua dalle pendici dei Colli Albani, situato nel possedimento di Lucullo a 780 passi (1.150 metri (3.770 ft) dalla Via Praenestina. Anche il ramo secondario aveva la sua sorgente nei pressi della Via Praenestina, ma non è stata identificata l'ubicazione esatta della sorgente. Dall'incrocio di due rami l'acquedotto attraversava il colle Celio fino alle pendici della sommità orientale del colle Aventino prima di attraversare l'Aventino maggiore a nord-ovest, terminando vicino a Porta Trigemina, ai piedi del Clivus Publicus -- un luogo conosciuto come Salinae.
Il dislivello è di solo 10 metri (33 ft) per tutta la sua lunghezza, il che lo rende un'impresa ingegneristica notevole per l'epoca. 
L'acquedotto serviva le Terme private di Decio e le Terme di Licinio Sura sull'Aventino. Il livello del canale era troppo basso per riuscire a fornire acqua alle colline.